# Шака
Ша́ка або Чака (1787 — 22 вересня 1828; також Шака Зулу, Шака ка Сензангакона, тобто син Сензангакони) — зулуський вождь. За його правління зулуси перетворилися із невеликого клану у могутній народ, що контролював велику частину території сучасної Південно-Африканської Республіки. Його успіх у військовому подоланні ворогів та уміння підкорювати завойоване забезпечило Шаці славу видатного лідера зулусів.

## Життя

### Ранні роки
Шака був незаконним старшим сином ватажка Сензагакони ка Ями і Нанді, дочки попереднього вождя племені Лангені. Його ім'я походить від зулуського слова «іШака» — жук, що вважався відповідальним за аперіодичність жіночого циклу. Воно вказує на своє позашлюбне походження: Шака народився помилково при обряді Уку-Хлобонга — деякому різновиду петтінгу, що являв собою соціольнодозволену форму сексуальних відносин молоді. Відкинутий своїм батьком, перші шість років свого життя він провів у краалі, де був об'єктом насмішок. Після того як собака Шаки загриз овечку із стада, що сталося як традиційне жертвопринесення, він з матіррю мусів повернутися до Лангені, однак там їм також не були не раді — Шака не забув у майбутньому того негативного ставлення і згодом жорстоко помстився. Зрештою, обоє знайшли притулок у тітки Нанді, що належала до клану емДлетшені із могутнього племені Мтетва, вождєм котрого був старий Джобе. Наступником Джобе був його син Дінгісвайо, який значно влинув на Шаку.
У віці 23 років, його вікова група (іНтанга) була прийнята у полк ізіЦве, де Шака прослуживши шість років воякою відзначився неабиякою мужністю, за що нарешті отримав ранг генерала. Уже за часів його життя військова слава сміливця стала легендарною, а його прізвиськами служили «Переможець тисяч» та «Прикраса полків». Коли Дінгісвайо повернувся із вигнання, куди він був зісланий за організацію путчу проти свого батька, він приніс нові концепції військової організації, серед яких імпі (полки) та військова ієрархія. До того часу більшість військових конфліктів уже була вирішена, проте нові техніки драматично змінили ситуацію — посилені армії викликали Мфекане, що складалося із послідовних завоювань, біженецтва та руйнівних контрударів. Шака удосконалював нові військові техніки і вдало використував їх для поширення влади як під час правління Дінгісвайо, так і пізніше.

### Повернення до зулусів
Після смерті Сензангакони, з допомогою Дінгісвайо Шака вбив свого зведеного брата і у 1816 заволодів кланом свого батька — абакваЗулу. Першим його вчинком була помста ворогам дитинства, багатьох з кого він наказав посадити на кіл. На Лангені, які також не допомогли йому і його матері, чекала подібна доля. Шака заснував новий крааль для вождя — кваБулавайо («Місце умертвіння»). До того часу Шака був володарем над близько 1500 членами клану, із яких близька 400 чоловіків утворювали армію. Територія клану становила близька 15 квадратних кілометрів. Пізніше, у апогеї своєї влади, Шака володарюватиме над 250000 людьми і територією діаметром 2000 кілометрів.
Одразу після повернення Шака визнавав панування Дінгісвайо та Мтетви над зулусами, але уже через рік він зрадив Дінгісвайо із його заклятим ворогом Цвіде, вождем кланів Ндвандве, котрий убив Дінгісвайо і розбив, таким чином, панство Мтетви. Через стратегію Шаки «розділяй і володарюй» вигравав маленький клан зулусів, що заповнював собою вакуум влади.
Шака спробував утворити союз проти Цвіде із розсипаними племенами Мтетва та Квабе. Після того як Квабе відхилили пропозицію, Шака зібравши свої війська переміг Квабе наприкінці 1817. Він мав на меті знищити кожне плем'я, яке не міг асимілювати; така доля у короткий час спіткала близька 60 кланів. Таким чином, Шаці скоро вдалося розширити підвласну територію на половину Південно-Східної Африки.

### Громадянська війна
Першою великою битвою проти вождя Цвіде племені Ндвандве був бій біля пагорбу Ґкоклі (Gqokli) на території Шаки. Завдяки майстерній тактиці, йому вдалося виграти бій попри те, що військові сили противника переважали його власні за чисельністю вдвічі. Його армія, однак, була замалою аби дати Ндвандве вирішальний бій.

### Смерть та спадщина
Після того як матір Шаки Нанді у 1827 померла, протягом року він стратив 7000 своїх підданих та на знак трауру наказав створити тримісячний голод. Це послабило його авторитет і надало імпульс його противникові. Він був убитий своїм єдиноутробним братом та безпосереднім наступником Дінгааном за підтримки його Індуни (радників).
Перш за все, послідовники Шаки мусіли перенести конфлікт із колоніальними силами. У кінці 19-го сторіччя зулуси були одним з небагатьох африканських народів, котрі час від часу могли успішно протистояти британській армії (див. Англо-зулуська війна). Наступники Шаки не залишили по собі його дітей, так як постійно вбачали у них потенційних суперників у владі. Хоча він мав гарем із близька 1500 жінок, більшість з них використовувались як об'єкт обміну чи подарунок іншим вождям. Збереження кровної лінії забезпечилось через його зведеного брата та наступного послідовника Мпанде та Індуни Ндели каСомпісі.